# Памятник воинам-землякам (Черкёх)
Памятник воинам-землякам, участникам Великой Отечественной войны (1941—1945 гг.) — памятник в селе Черкёх, посвящённый участникам Великой Отечественной войны. Является объектом культурного наследия местного (муниципального) значения.

## Общее описание
Расположен по адресу: Республика Саха (Якутия), Таттинский улус (район), МО «Октябрьский наслег», с. Черкёх. Памятник был открыт в 1985 году.
Памятник состоит из:
- Обелиск прямоугольный железобетонный;
  - Основание обелиска в две ступени бетонный;
- Звезда пятилучная металлическая;
- Памятная надпись;
- Мемориальная табличка металлическая, нанесены данные 28 погибших солдат и данные по 45 солдатам пропавшим без вести;
- Звезда скульптурная пятилучная бетонная[1].

## Фото
- Яндекс фото Архивная копия от 6 сентября 2021 на Wayback Machine